# Jonathan Voltzok
Jonathan Voltzok (hebräisch יונתן וולצ'וק, auch Yonatan Voltzok, * 1983) ist ein israelischer Jazzmusiker (Posaune, Komposition) des Modern Jazz.

## Leben und Wirken
Jonathan Voltzok begann bereits mit sechs Jahren Posaune und Euphonium zu spielen; mit 15 hatte er erste professionelle Auftritte mit Musikern der israelischen Musikszene. Mit einem Stipendium der Amerikanisch-israelischen Kulturstiftung (AICF), das er 2004 erhalten hatte, studierte er im Jazzprogramm der New School in New York City, was er 2008 mit Auszeichnung abschloss. Seitdem arbeitet er in der New Yorker Jazzszene mit Musikern wie James Moody, Slide Hampton, der Dizzy Gillespie All Star Band, Jimmy Heath, Paquito D’Rivera, Junior Mance, Roy Hargrove, Randy Brecker, Frank Wess, Steve Davis, Antonio Hart, Anat Cohen, Gregory Hutchinson, Avishai Cohen, Assaf Hakimi und Joel Frahm; außerdem gehört er der Fat Cat Big Band an. Gegenwärtig (2019) tritt er auch mit dem Asaf Yuria Exorcisms Sextet auf.
Unter eigenem Namen legte Voltzok 2008 das Album More to Come vor.
Im Bereich des Jazz war er nach Angaben von Tom Lord zwischen 2006 und 2011 an acht Aufnahmesessions beteiligt; ferner nahm er in Israel mit der Dub-Band Zvuloon Dub System auf.
2021 formierte er die Yonatan Voltzok Big Band.

## Diskographische Hinweise
- Anat Cohen & The Anzic Orchestra: Noir (Anzic Records, 2007)
- More to Come: Kol-Yo, 2008, mit Aaron Goldberg, Barak Mori, Ali Jackson sowie Slide Hampton und Antonio Hart[2]
- Avishai Cohen: Sensitive Hours = שעות רגישות (Helicon Records, 2008)
- Fat Cat Big Band: Angels Praying for Freedom (Smalls Records, 2008)
- Eddie Henderson & Friends: Plays the Music of Amit Golan  (Monton's, 2011)